# Bodes
Bodes ist ein Ortsteil der Gemeinde Hauneck im osthessischen Landkreis Hersfeld-Rotenburg.

## Geografische Lage
Das kleine Dorf liegt in einer Flussaue an der Biegung der Eitra etwa 10 km südlich der Kreisstadt Bad Hersfeld. 

## Geschichte

### Ortsgeschichte
Die älteste bekannte Nennung von Bodes stammt laut dem Marburger Archiv aus dem Jahr 1396. Der durch den Ort fließende Dorfbach teilte das Dorf bis in die Neuzeit in den der Abtei Fulda gehörenden südlichen Teil und den der Abtei Hersfeld und später der Landgrafschaft Hessen gehörenden nördlichen Teil mit der Mühle.  Die Niedere Gerichtsbarkeit lag beim Gericht Buchenau, das die Dörfer und Weiler Bodes, Branders, Buchenau, Erdmannrode, Fischbach, Giesenhain und Soislieden umfasste und Lehen der Herren von Buchenau war.
Hessische Gebietsreform (1970–1977)
Zum 1. August 1972 wurde die bis dahin selbständige Gemeinde Bodes im Zuge der Gebietsreform in Hessen kraft Landesgesetz in die Gemeinde Hauneck eingemeindet.
Für Bodes wurde, wie für die alle Ortsteile von Hauneck, ein Ortsbezirk mit Ortsbeirat und Ortsvorsteher nach der Hessischen Gemeindeordnung eingerichtet.

### Einwohnerentwicklung
Einwohnerstruktur 2011
Nach den Erhebungen des Zensus 2011 lebten am Stichtag dem 9. Mai 2011 in Bodes 192 Einwohner. Darunter waren keine Ausländer.
Nach dem Lebensalter waren 39 Einwohner unter 18 Jahren, 75 waren zwischen 18 und 49, 48 zwischen 50 und 64 und 30 Einwohner waren älter.
Die Einwohner lebten in 72 Haushalten. Davon waren 12 Singlehaushalte, 18 Paare ohne Kinder und 33 Paare mit Kindern, sowie 3 Alleinerziehende und 3 Wohngemeinschaften. In 9 Haushalten lebten ausschließlich Senioren und in 51 Haushaltungen leben keine Senioren.
Einwohnerentwicklung
- 1631: 20 Haushaltungen[8]
- 1680: 10 Haushaltungen[8]

| Bodes: Einwohnerzahlen von 1834 bis 2020 | Bodes: Einwohnerzahlen von 1834 bis 2020 | Bodes: Einwohnerzahlen von 1834 bis 2020 | Bodes: Einwohnerzahlen von 1834 bis 2020 | Bodes: Einwohnerzahlen von 1834 bis 2020 |
| --- | ---------------------------------------- | ---------------------------------------- | ---------------------------------------- | ---------------------------------------- |
| Jahr |                                          |                                          |                                          | Einwohner                                |
| 1834 | 1834                                     |                                          | 207                                      | 207                                      |
| 1840 | 1840                                     |                                          | 198                                      | 198                                      |
| 1846 | 1846                                     |                                          | 212                                      | 212                                      |
| 1852 | 1852                                     |                                          | 195                                      | 195                                      |
| 1858 | 1858                                     |                                          | 201                                      | 201                                      |
| 1864 | 1864                                     |                                          | 211                                      | 211                                      |
| 1871 | 1871                                     |                                          | 176                                      | 176                                      |
| 1875 | 1875                                     |                                          | 171                                      | 171                                      |
| 1885 | 1885                                     |                                          | 180                                      | 180                                      |
| 1895 | 1895                                     |                                          | 185                                      | 185                                      |
| 1905 | 1905                                     |                                          | 186                                      | 186                                      |
| 1910 | 1910                                     |                                          | 172                                      | 172                                      |
| 1925 | 1925                                     |                                          | 194                                      | 194                                      |
| 1939 | 1939                                     |                                          | 174                                      | 174                                      |
| 1946 | 1946                                     |                                          | 278                                      | 278                                      |
| 1950 | 1950                                     |                                          | 270                                      | 270                                      |
| 1956 | 1956                                     |                                          | 238                                      | 238                                      |
| 1961 | 1961                                     |                                          | 223                                      | 223                                      |
| 1967 | 1967                                     |                                          | 199                                      | 199                                      |
| 1970 | 1970                                     |                                          | 201                                      | 201                                      |
| 1980 | 1980                                     |                                          | ?                                        | ?                                        |
| 1990 | 1990                                     |                                          | ?                                        | ?                                        |
| 2001 | 2001                                     |                                          | 212                                      | 212                                      |
| 2006 | 2006                                     |                                          | 200                                      | 200                                      |
| 2011 | 2011                                     |                                          | 192                                      | 192                                      |
| 2020 | 2020                                     |                                          | 196                                      | 196                                      |
| Datenquelle: Historisches Gemeindeverzeichnis für Hessen: Die Bevölkerung der Gemeinden 1834 bis 1967. Wiesbaden: Hessisches Statistisches Landesamt, 1968. Weitere Quellen: LAGIS; Zensus 2011; Gemeinde Hauneck |                                          |                                          |                                          |                                          |

Religionszugehörigkeit
| • 1885: | 175 evangelische (= 97,22 %), vier katholische (= 2,22 %), ein anderes christliche-konfessioneller (= 0,56 %) Einwohner |
| • 1961: | 196 evangelische (= 87,89 %), 27 katholische (= 12,11 %) Einwohner                                                      |

## Verkehr
Der öffentliche Personennahverkehr erfolgt durch die RKH Bus GmbH mit der Linie 365.